# 極限脫出 9小時9人9扇門
《極限脫出 9小時9人9扇門》，是一款以密室逃脫作為主體的任天堂DS平台冒險遊戲，由Chunsoft开发，在日本由Spike于2009年12月10日发行，在北美由Aksys Games于2010年11月16日发行。此遊戲的開發工作由曾經開發視覺小說《Ever17 -the out of infinity-》的打越鋼太郎團隊負責。此遊戲的iOS移植版本由Spike於2013年5月在日本發佈，移植版保留了遊戲劇情，但刪除了遊戲的解謎元素。
本作設有多道閘門供玩家選擇進入，進入的次序會引起路線分歧，影響結局。在密室遊戲中，玩家需要利用觸控筆進行操作，由於解謎失敗不會導致遊戲結束，因此玩家必需成功解謎，故事才會繼續推進。玩家最少要通關2次才可達到真結局。本作由打越鋼太郎擔任導演和編劇，除了解開密室謎題，解開故事真相亦是遊戲的重點。
游戏续作《極限脱出ADV 善人死亡》於2012年在遊戲平台任天堂3DS和PlayStation Vita上發售。第二款续作《极限脱出 零时困境》于2016年发售。

## 玩法

《9小时9人9扇门》的“逃脱”环节界面，其中玩家需要寻找、组合物件来解决谜题，逃出房间。

《9小时9人9扇门》是视觉小说冒险游戏，由玩家扮演大学生淳平。游戏分为故事和逃脱两部分。故事部分玩家操作不多，只需要观看情節並與非玩家角色对话，情節以文字顯示，包括角色对话和淳平内心獨白。玩家偶爾要做出选择，比如接下來進入的房間和其他角色的命運。游戏共有6种结局，具體結局取決於玩家选择，大多数结局都會有角色死亡。游戏通关一次不会看到全部剧情，玩家得到全部推理所需資訊才能看到“真”结局。部分结局会提示如何進入更深層结局。
情節間由逃脫環節連接，游戏有16种逃脱密室，玩家要设法逃出房间。该环节以第一人称视角进行，玩家可在房间幾個预设點間移动。玩家要用触控笔触摸屏幕，寻找並仔细调查各种物品，找到辦法逃离房间。玩家有时还要将多件物品组合成工具解决谜题。部分谜题是百家乐和幻方等脑力测试。游戏內建解决算术问题的计算器，玩家逃离房间时若有困难，可和其他角色对话获得提示。谜题間彼此獨立，找到的道具只会用于該谜题，不可带入下間密室。玩家可從主選單中選擇已解谜题重玩。

## 情节

### 角色与设定
《9小时9人9扇门》有9名主角，神秘人物“Zero”强迫他们参加了一场九人游戏，他们为保安全都以代号来隐藏身份。玩家控制大学生淳平，其他参加者为：淳平儿时伙伴茜、焦虑的女孩紫，女自由职业者八代，高大的肌肉男赛文，态度消极的朋克少年Santa，精明的中年人一宫，举止高雅的青年尼尔斯，易情绪激动的少女四叶，以及坐立不安、独立行动的9号男。
游戏故事设定在泰坦尼克号姊妹船济简迪号，所有通向船外的门窗都被封死，船内许多门也都上了锁。9名遭绑架到角色被告知，他们要进行一场9人游戏，需要在9小时内找到写有“9”的门，船会在9小时后沉没。他们因而必须分组探索船只，解决谜题找到9号门。每名玩家都戴有一只腕表形设备，上面写有不同的数字，同时船内有一系列写着数字的门：只有3至5人用腕表门上机关验证，当数字根匹配门上数字时他们才能进入。玩家在游戏中可得知，该船9年前也举办过类似游戏，部分角色当初也参与了那场游戏。

### 故事
游戏的开始，被绑架的淳平从一间船舱中醒来，他手腕上绑有手表状的东西，上面写着数字“5”。他逃出房间后遇到紫等8人，同时零通过扩音器宣布，他们将开始一场9人游戏。零还称他们胃里有炸弹，若不按数字根规则通过门，炸弹就会引爆，而9号男坚持独自过门结果身亡。他们为避免危险决定用代号交流，并分组探索船。淳平进入的门由玩家选择，所做选择会影响故事发展，一些选择会让淳平死亡。在不同的选择，淳平明白了9人游戏的历史、各角色和九人游戏的关系、形成场理论研究，以及故事中被ice-9冰冻的埃及女王爱丽丝。
淳平在结局之一中得知，Zero是第一场九人游戏的参与者，举办第二场游戏向一宫复仇。幸存角色和一宫对峙，明白他为掩饰身份并获得9号腕表，唆使9号男破坏规则自杀。茜找到9号门时开始虚弱，Santa留下照看她，其他人通过9号门进入焚化炉，一宫抓住八代并用枪指着她。在焚化炉启动后尼尔斯将一宫拖住，八代和赛文把淳平拉出了焚化炉。淳平回头寻找茜，发现她奄奄一息。零在喇叭中宣告游戏失败者已经确定；淳平称游戏还没有结束，但零说失败者是他自己。淳平搜索其他房间回来后发现茜和Santa消失，接着他被白烟弄昏。
此后玩家可进入“真结局”。此结局中淳平明白，上次九人游戏由克雷德尔制药举办：他们为研究形成场理论，将9对兄弟姐妹绑架并分成两组，一组运到洋轮济简迪号，一组运到亚利桑那沙漠的模拟建筑Q楼中。研究是为证实高压可激发兄妹的形成场，一人通过场向另一人传递解决办法。克雷德尔制药CEO一宫想用这一研究治好脸盲症。茜和哥哥Santa是第一次九人游戏的参与者，但他们被错误的分在同一组，而赛文发现了绑架案并要将孩子们从船上救出。但他们逃走时一宫抓住了茜并将她关入焚化炉，要她解决她不会的数独题目，若解不出来她就会死亡。
淳平等人来到了焚化炉，而茜消失，带走一宫的Santa将其他几人关在里面。接着游戏以茜的第一次九人游戏的角度显示——她看到了几个可能的未来，便通过形成场连接第二次九人游戏的淳平，请他帮她来生存。淳平和茜解同一道数独题，并把解法传送给过去的茜，最终赛文带着茜和其他孩子成功逃走。淳平明白茜是Zero，她在Santa的协助下再次举办了游戏，而所有的事件都是为了求生。淳平等逃走后发现他们是在Q楼游戏，茜和Santa早已离开，留给他们的是一辆汽车，后备箱里绑着一宫。在游戏尾声中，几人驾车飞驰想找到人，然后一个搭便车的人出现，淳平认出她是爱丽丝。

## 開發
游戏由Chunsoft开发，打越鋼太郎编剧、西村绢设计角色、Super Sweep的细江慎治作曲。Chunsoft成功制作過多款视觉小说，但這次他們想靠新型作品吸引更多玩家，故請打越創寫一款视觉小说。打越的新型视觉小说概念是将解谜融入故事，玩家要逐漸解密推进流程。
游戏靈感源自“人类灵感源自何处”這一問題；打越研究中瞭解了英国生物化学家罗伯特·谢尔德雷克的形成场理论，并将之用作游戏主题。這一理论类似心灵感应，回答了生物体在無物理和社會交互的情況下，如何同時思想交流的問題。打越以該理论為基础设计了esper角色，他们可以與另一個體传递或接收信息。数字9是游戏故事的核心元素，打越故按九型人格理論，為9名角色设定了不同人格。游戏亦借鑒视觉小说《恐怖惊魂夜》，以角色陷入不安來開場。
打越為捋清逻辑而從结尾倒著編寫剧本。游戏以受困角色脱逃为背景，意图具体表现人类两类本能欲望：一是回到母亲子宫并自我隔绝的无意识欲望，二是摆脱现状的逃脱欲望。打越之前视觉小说《时空轮回》也用过此主题。打越起初将手设为一大剧情元素，但因上司制作后期否决了该关注点，而不得不重写故事。按最初构思，角色要在被手被铐在一起的情况下逃生，该构思因老梗——像《新本格魔法少女》就用过这一设计——而废弃。
逃脱环节意在唤起玩家的本能欲望，打越希望玩家在“我发现它”后本能的感到愉悦。打越在设计谜题时，会仔细考虑故事细节及找到的道具机关，之后再将之同谜题整合。他设计时还参考了谜题网站。谜题并非打越亲自设计，而是由他指挥其他职员设计，自己再多次检查。

### 英文化
Chunsoft找寻北美发行商时，Spike向之介绍了Aksys Games，该作北美本地化即由此公司完成。Aksys的游戏评估者多不懂日语、看不出游戏好坏，因而并不看好游戏并表示拒绝。最后他们决定冒大风险本地化。
游戏本地化理念为神似，即并非严格按字面翻译，而是让译文如英语母语者所言。本地化编辑本·贝特曼没有按单词或单句分析剧本，而是以台词或剧目为单位处理，并思考等价概念的英语表达。美版游戏的笑话在日版中多也对应笑话，唯二者内容不同，不过贝特曼尽可能用类似内容和概念讲出同类的笑话。日版双关语笑话多只能用日语讲出，贝特曼此处改用新写的英语双关笑话。贝特曼在不破坏剧情的前提下，可以很自由地削添内容。
脚本因多结局而未按时间排序，贝特曼本地化时不得不了解游戏中众多的分歧点。翻译完工时间是另一大挑战：游戏译者中山野蔷薇翻译用时30天，而校订工作用了两个月。因此贝特曼大部分任务只得「赶工」完成。中山翻译前开始打游戏，但直到翻译过半时才通关；他们发现日版游戏的双关语后便暂停翻译，和打越商讨对策并打穿游戏，来确保译文的意义。

### 发行
《9小时9人9扇门》由Spike于2009年12月10日在日本任天堂DS上首发。北美版于2010年11月16日发行。美国GameStop预购用户可获赠实物游戏腕表但因游戏预购量过低，Aksys又在自家网站商店零售与搭售腕表。《9小时9人9扇门》是第11款ESRB分级为M的任天堂DS游戏。续作《极限脱出ADV 善人死亡》发行时，美版《9小时9人9扇门》以“Zero Escape”品牌再版，题为“Zero Escape: Nine Hours, Nine Persons”。Super Sweep于2009年12月23日发行原声专辑。讲谈社2010年发行了黑田研二的两卷改编小说《极限脱出 9小时9人9扇门 Alterna》。
Spike Chunsoft以“智能音频小说”系列第二作之名，开发了iOS版游戏《999：小说》。日本版游戏于2013年5月29日上架，全球英文版游戏于2014年3月17日推出。该版本剔除了任天堂DS版的解谜部分，并提升画面解析度、加入故事路线流程图、改以对话气泡风格显示对话。2016年Aksys Games表示或会在游戏机和个人电脑上推出移植版。

## 评价
评论聚合网站Metacritic统计的评论平均分为82/100，表明游戏获得普遍好评。日版游戏2009年年内售出2.78万套，次年售出1.19万套，3.97万的总销量属于商业失败。美版游戏与此相对很畅销，打越称视觉小说主要面向日本，在西方没什么市场，他对这一销量表示惊异。
媒体普遍称赞了剧本和故事，任天堂世界报道的Andy Goergen称，该作有力证明了“电子游戏是新叙事媒介”。《Fami通》编辑称故事神秘惊悚。GameSpot的Carolyn Petit认为，漫长的剧情放大了遍布游戏的恐惧和不安，GamesRadar的Heidi Kemps则将游戏比作“优质恐怖小说”。连线的Jason Schreier批评文字前后矛盾，但称解说的用法高明而非比寻常。The Escapist的Susan Arendt称故事有多个层次且感到恐怖。Nintendo Life的Zach Kaplan对对话表示满意，但认为第三人称叙事方式乏味无趣，比喻老梗或不当。Eurogamer的Both Chris Schilling和IGN的Lucas M. Thomas都认为，对话语气和长短有时不搭紧迫场面，像是困于冷库还长聊、对话无忧无虑或者说着笑话。Thomas对背景设定表示赞扬，称神话、密谋和角色背景引人入胜。Destructoid的Tony Ponce称角色乍看无异于“一般的动画阵容”，但玩家玩后会发现他们不同于第一印象的复杂一面。Kaplan认为角色都创作的很好，具体、独特、甚可以假乱真。
《Fami通》一编辑称谜题很有吸引力，解开后会很有成就感；Goergen、Petit、Schilling和Arendt也对解谜满意。Goergen认为一些谜题构思巧妙，但另一些很小众。Ponce和Petit称赞解谜不是“寻找像素”，只要仔细查看一切都很明显；Ponce还称再加上没有转移注意力的东西、无时间限制也无卡关，这让作品胜过其他密室逃脱游戏。他盛赞游戏内容分量，称即便纯粹当解谜游戏来买也值。Schilling和Thomas同样称赞解谜，但他们认为一些解答和提示太显眼直白。Kemps认为解谜很好很有挑战性，但不满真结局进入太难。Kemps和Schreier称赞解谜合乎情理，但他们加上Thomas和Arendt都批评后续周目还要重新解谜。Goergen、Schreier、Thomas和Arendt称赞便利的后续周目快进，但Thomas认为快进还不够快。
Goergen认为音效设计难引人注意、音乐未能给游戏增色，玩家看长对话时很可能因“哔哔”音效而静音。不过Ponce和Petit观点相反：Ponce称配乐“技艺精湛”，会“适时激起你的情绪”；Petit则称音效很有氛围，会“让你的脊柱颤抖”。Petit对背景印象平平，但称其清晰易看。她称角色半身像会随对话变化表情，足可让美版玩家不计较没有配音。Ponce同样认为游戏可无配音；他认为和过场动画相比，游戏的文字叙事方式会让玩家去想象场景，代入感更强。Goergen称游戏画面很好，但在氛围方面功夫不够。Kaplan称画面很棒，动画简单但原画自有风格，他还认为原声“极为出色”。
游戏获多家媒体颁发的奖项：IGN授予游戏2010年最佳故事奖，RPGFan颁发了2010年掌机游戏最佳图形冒险奖，Destructoid则颁发了编辑选择奖。1UP.com的Bob Mackey将游戏选入“必玩”任天堂DS视觉小说榜单，并表彰了故事、主题和“实验性的滑稽叙事”。Kotaku的Jason Schreier将游戏选入“必玩”视觉小说榜单，称就算不爱日本动画夸张画风也可去玩。游戏还入选RPGFan的“2010－2015年30款必备RPG”榜单，编辑称游戏为“所见电子游戏中，叙事最为迷人精心的一款作品”

## 续作
《极限脱出 9小时9人9扇门》是极限脱出系列首款作品，不过游戏最初是按独立作品制作的，该作获得好评后才开始开发续作。续作《极限脱出ADV 善人死亡》于2011年8月首次公开消息，由Chunsoft开发于任天堂3DS和PlayStation Vita，并于2012年在日本、2013年在欧美发行。《善人死亡》同样采用9人团队设定，并以博弈论特别是囚徒困境为主题。《极限脱出 零时困境》情节设定于两作之间。

## 外部連結
- 官方网站：日版、美版